# Microtus guentheri
Microtus guentheri är en däggdjursart som först beskrevs av Danford och Arthur Hugh Garfit Alston 1880.  Microtus guentheri ingår i släktet åkersorkar, och familjen hamsterartade gnagare. Inga underarter finns listade i Catalogue of Life. Det svenska trivialnamnet Östlig medelhavssork förekommer för arten.

## Beskrivning
En tämligen stor åkersork med gråbrun till rödbrun ryggpäls som gradvis övergår till blekgrå på buken. Som alla åkersorkar har den en cylindrisk kroppsform, små öron och ögon samt korta morrhår. Kroppslängden varierar från 9,7 till 13,8 cm exklusive den 2,2 till 3,6 cm långa svansen, och vikten ligger mellan 32 och 76 g.

## Ekologi
Arten förekommer i habitat som väldränerade ängar och betesmarker med sparsam vegetation och odlade fält. Den är aktiv under mer eller mindre hela dygnet och lever i kolonier i omfattande underjordiska gångsystem. Födan består av frön och gröna växtdelar. Arten vistas på höjder mellan 150 och 500 m; den libyiska subpopulationen, som av vissa forskare betraktas som en egen art (Microtus mustersi), kan emellertid gå upp till 1 500 m.

## Utbredning
Utbredningsområdet omfattar sydöstra Europa från södra Serbien över Makedonien, södra och östra Grekland, södra Bulgarien och Turkiet genom Syrien, och Libanon till Palestina och Israel. Det finns dessutom en isolerad subpopulation i norra Libyen. Den europeiska populationen är splittrad, medan den asiatiska är mera sammanhängande.

## Status
IUCN kategoriserar arten globalt som livskraftig. Arten är vanlig i sydvästra Asien, och inga större hot är kända.